# Діпінті
Діпінті (італ. dipinto) — зображення окремих літер або комбінацій літер грецького алфавіту, іноді умовні знаки, нанесені на господарському посуді, частіше на амфорах. Виконувалися червоно-коричневою мінеральною фарбою. Слугували для назви та характеристики продукту в посудині, для позначення власних імен та монограм, використовувались як позначення (нумерації або об'єму). Відомі з I ст. до пізньоантичного часу. Зустрічаються діпінті ритуального характеру, що були нанесені білою фарбою на невеличкі червоноглиняні кубки 2 — початку IV ст. Частину діпінті поки що не вдалося інтерпретувати.